# K 231

Logo des Klubs

K 231 (auch K-231, selten Klub 231), mit vollständiger Bezeichnung K 231 – Sdružení bývalých politických vězňů (K 231 – Vereinigung ehemaliger politischer Häftlinge), gehört zusammen mit dem Klub KAN zu den bedeutendsten Organisationen aus der Zeit des Prager Frühlings von 1968 in der Tschechoslowakei, die außerhalb des Einflussbereichs der Kommunistischen Partei der Tschechoslowakei entstanden. Obwohl sie nur eine kurze Zeit existierten (K 231 existierte nur 159 Tage), spielten sie eine wesentliche Rolle sowohl im Demokratisierungsprozess von 1968 wie auch in den späteren Begründungen der sowjetischen Führung für den Einmarsch der Truppen des Warschauer Paktes in die Tschechoslowakei von 1968.
Der Name K 231 wird abgeleitet vom Gesetz 231/1948 Sb. („Gesetz zum Schutz der volksdemokratischen Republik “), der für Verurteilungen innenpolitischer Gegner aus politischen Gründen angewendet wurde.

## Hintergründe der Entstehung
In der politisch gelockerten Atmosphäre am Anfang des Jahres 1968 errichteten ehemalige politische Häftlinge am 27. März 1968 ein Vorbereitungskomitee für eine eigene Organisation. Zum Vorsitzenden wurde Karel Nigrín gewählt. Wie üblich informierte das Komitee über seine Absichten das Zentralkomitee der Kommunistischen Partei und das Innenministerium. Am 31. März wurde der K 231 während einer Veranstaltung in Prag mit fast 2500 Teilnehmern gegründet, lokale Niederlassungen sollten folgen. In der Pressemitteilung bekannte sich der Klub ausdrücklich zum laufenden Demokratisierungsprozess  und nannte als eine wichtige Aufgabe auch die Rückgewinnung des Vertrauens unter den noch lebenden etwa 70.000 ehemaligen politischen Gefangenen. In das Präsidium wurden folgende Personen gewählt: Karel Nigrín, Jaroslav Brodský, Václav Paleček, Jan Šmíd, Emil Vidra und Josef Kovařovic.
Im April wurden dem Innenministerium die Statuten für das Genehmigungsverfahren übergeben, und gleichzeitig wurde ein Antrag auf Zulassung als Verein gestellt – bis dahin war die Tätigkeit per Gesetz allerdings nur provisorisch und auf vorbereitende Schritte beschränkt. Aus dem Innenministerium verlautete, dass einer positiven Entscheidung nichts im Wege stehe. Bald hatten sich regionale Strukturen gebildet. Innerhalb von zwei Monaten entstanden über 80 lokale Organisationen des Klubs, in denen sich gut 30.000 Mitglieder eingetragen hatten; zwar hatten am 7. April 1968 in Bratislava etwa 600 Teilnehmer einer Veranstaltung eine eigene slowakische Organisation gegründet, doch der K 231 war bereits zu einer wichtigen Komponente des öffentlichen Lebens geworden.

## Ziele und Aufgaben
Die Mitgliedschaft im K 231 setzte voraus, dass der Bürger nach der kommunistischen Machtübernahme 1948 aus politischen Gründen verurteilt wurde, dies nach einem der folgenden Gesetze:
- Gesetz 50/1923 – „Gesetz zum Schutz der Republik“
- Gesetz 231/1948 – „Gesetz zum Schutz der volksdemokratischen Republik“
- Gesetz 86/1950 – Strafgesetzbuch, neue Fassung

Nach 1948 wurden insgesamt etwa 130.000 Personen aus politischen Gründen nach diesen Gesetzen verurteilt (das heißt bezogen auf die Gesamtbevölkerung des Landes etwa 1 Prozent), darunter zwischen 227 und 262 Personen zu Tode. Zum Zeitpunkt der Gründung des K 231 1968 gab es in etwa noch 70.000 bis 80.000 Überlebende.
Der Klub K 231, der sich ausdrücklich als eine nichtpolitische Gruppierung verstand, sollte die Interessen der ehemaligen politischen Häftlinge wahrnehmen mit dem Ziel, sie vollständig zu rehabilitieren. Zu diesem Zweck sollten insbesondere Zeugnisse gesammelt werden, welche die politische Persekution in der Nachkriegstschechoslowakei dokumentieren und vor allem die Verletzungen der Rechtsordnung gerichtlich verfolgen sollten. Die Rehabilitation stand im Vordergrund der Tätigkeit von K 231, und zwar in jeder Hinsicht: juristisch, politisch, bürgerrechtlich, bezüglich des beschlagnahmten Eigentums sowie moralisch.
Die Aufklärung über die politischen Prozesse und die Rehabilitierung der Opfer war zwar auch ein Bestandteil der neuen Politik der kommunistischen Partei, die jedoch – wie schon in den früheren Jahren – nur zögernd angegangen worden war. Seit 1953, also noch zu der Zeit der politischen Prozesse, wurden aus verschiedenen Anlässen Amnestien erlassen: 1953 (15.379 entlassene Häftlinge, darunter 4.035 Häftlinge aus den Uranbergbauwerken in Jáchymov), 1955 (7.227 Personen), 1960 (5.319 Personen), 1962 (2.520 Personen) und 1965 (170 Personen); die Amnestierten wurden allerdings auf Bewährung entlassen. Daneben hatte die kommunistische Partei auch Kommissionen zur Überprüfung der politischen Prozesse eingerichtet, so 1955 die sogenannte Barák-Kommission (benannt nach dem ZK-Mitglied und Innenminister Rudolf Barák), 1962 die sogenannte Kolder-Kommission (benannt nach dem ZK-Mitglied Drahomír Kolder) sowie 1963 die sogenannte Barnabiten-Kommission. All diese Versuche hatten jedoch die Urteile mehr oder weniger bestätigt oder – wie die Amnestien – die Ursachen nicht angesprochen. Die Täter wurden nicht zur Verantwortung gezogen.
Die 1968 eingerichtete sogenannte Piller-Kommission zeigte zuerst sehr kritische Zwischenergebnisse und schien den Nachholbedarf zu berücksichtigen. Im April 1968 erklärte die Regierung Oldřich Černík, es werde Rehabilitationen geben. In der Folgezeit wurde ein Gesetz vorbereitet und schließlich als Gesetz 82/1968 über die Rehabilitationen zu 1. August 1968 verabschiedet. Nach der Intervention vom 21. August 1968 wurde die Arbeit der Piller-Kommission neu gestaltet, der ursprüngliche Abschlussbericht wurde abgelehnt, und das Rehabilitierungsgesetz in mehreren Schritten aufgeweicht.

## Konflikt mit der KP und Ende
Ab etwa April 1968 zeichnete es sich ab, dass die Kommunistische Partei im K 231 wie auch im Klub KAN sowie in der sich neu formierenden Sozialdemokratie Gebilde sah, die sich theoretisch zu einer oppositionellen Partei entwickeln könnten. Das Machtmonopol der Partei stand in den Reformvorhaben nicht zur Disposition. Im Frühsommer stellte die Partei fest, im K 231 würden zunehmend antisozialistische Elemente aktiv, wobei der Klub mit den Beratungen zum Rehabilitierungsgesetz seine Existenzberechtigung verloren habe. Gleichzeitig beschloss man auf der Juni-Sitzung des Zentralkomitees eine Medienkampagne mit dem Ziel, den K 231 zu diskreditieren, an der sich auch Einrichtungen des Staatssicherheitsdienstes StB beteiligten; dies geschah teilweise auf den Druck der sowjetischen Führung.
Diese Entwicklung beeinflusste auch das Genehmigungsverfahren für die Klubstatuten. Verhandlungen mit der Partei und mit Ministerien, die im Juni und Juli stattfanden, brachten keine wesentliche Erleichterung, obwohl der K 231 auf einige Forderungen einging und sogar seine Tätigkeit einschränkte. Auf dem Treffen der Mitgliedsstaaten des Warschauer Paktes am 14./15. Juli 1968 in Warschau wurde der K 231 namentlich als Bestandteil der Konterrevolution in der Tschechoslowakei festgemacht. Auf dem Treffen der tschechoslowakischen und sowjetischen Parteiführer am 29. Juli 1968 in Čierna nad Tisou wurde das Verbot des K 231 in Aussicht gestellt. Offiziell geschah dies am 5. September 1968, als das Innenministerium offiziell die Statuten von K 231 (und ebenfalls KAN) nicht genehmigte mit der Begründung, die Verabschiedung des Rehabilitationsgesetzes mache den Klub K 231 überflüssig.
in der folgenden Zeit der sogenannten Normalisierung wurden der Klubs 231 und KAN sehr häufig als kontrarevolutionäre Elemente bezeichnet und dienten der Legitimation des Einmarsches des Warschauer Paktes in das Land. Viele führende Mitglieder wählten die Emigration ins Ausland, diejenigen, die blieben, wurden bis in die 1980er Jahre durch die Staatssicherheit observiert.

## Nachfolgeorganisationen nach 1989
Nach den gesellschaftlichen Veränderungen von 1989 konnte im Februar 1990 als Nachfolgeorganisation die Konfederace politických vězňů Československa (Konfederation der politischen Häftlinge der Tschechoslowakei) gegründet werden, die ab 1993 Konfederace politických vězňů České republiky (Konfederation der politischen Häftlinge der Tschechischen Republik) heißt. In der Slowakei entstand nach 1990 die Konfederácia politických väzňov Slovenska (Konfederation der politischen Häftlinge der Slowakei).
Es wurden auch neue Rehabilitationsgesetze erlassen und viele politische Häftlinge nachträglich rehabilitiert, wobei es auch zu Restitutionen kam. Aus der Sicht der ehemaligen politischen Häftlinge sind jedoch die Täter, welche für die politischen Prozesse der stalinistischen Zeit verantwortlich waren, nicht oder nur ungenügend zur Verantwortung gezogen worden.